# The 7th Guest
The 7th Guest è un videogioco rompicapo a tema horror pubblicato da Virgin Games nel 1993. Per la presenza di numerosi filmati digitalizzati, è uno dei primi titoli, insieme a Myst e a Star Wars: Rebel Assault, ad essere stato pubblicato unicamente su CD-ROM e non su floppy disk, e, insieme a questi, è considerato una killer application per questa periferica. Un seguito, dal titolo The 11th Hour, è stato realizzato nel 1995, mentre un terzo capitolo, The 7th Guest Part III: The Collector è stato annullato durante la lavorazione, nonostante il rilascio di un trailer.

## Modalità di gioco
The 7th Guest è ambientato all'interno della villa di Henry Stauf, un misterioso giocattolaio che una sera ha invitato sei persone: il giocatore, noto come Ego, è il settimo ospite. Il gioco è costituito da una serie di 21 rompicapo logici, che se risolti permettono di progredire la storia: questa viene raccontata attraverso dei video con attori reali, mentre la navigazione all'interno della villa si svolge attraverso la riproduzione di video in computer grafica 3D. Le musiche sono state composte da George Sanger, noto nell'ambiente dei videogiochi con il soprannome di "The Fat Man", autore tra gli altri delle colonne sonore di Wing Commander e LOOM.